# Báňská akademie v Banské Štiavnici
Báňská akademie (název: do roku 1770 praktická škola, 1770 – 1846 Banícka akadémia, 1846 – 1904 Banícka a lesnícka akadémia, 1904 – 1919 Vysoká škola banícka a lesnícka, maďarsky Selmeci Akadémia, německy Bergakademie Schemnitz) byla akademie založená v Bánské Štiavnici mezi  roky 1762 a 1770.

## Historie
Přímým předchůdcem Báňské akademie byla Banská škola (Berg Schola), založena v roce 1735, která v počátcích stavěla na starších formách vzdělávání báňských úředníků. Jejím prvním profesorem byl Samuel Mikovíni. V reakci na žádost pražského důlního úředníka Jana Tadeáše Antonína Peithnera rozhodly vídeňské centrální úřady na konci roku 1762 o zřízení praktické hornické školy pro celou habsburskou monarchii. Tato instituce, která byla na počátku realizována ve skromnější formě, se do roku 1770 postupně rozrostla na komplexní hornickou akademii. Vyučovacím jazykem akademie byla do roku 1867 němčina, potom maďarština.
V roce 1763 byl za prvního profesora (na katedře chemie, mineralogie a metalurgie) jmenován Nikolaus Jozeph von Jacquin, vídeňský botanik a chemik pocházející z Rakouského Nizozemska. Přednášet začal však až o rok později. V roce 1765 vídeňská dvorská komora povolala Mikuláše Podu z Neuhaus, jezuitského otce ze Štýrského Hradce na nově zřízenou katedru matematiky, fyziky a mechaniky. A konečně jako poslední profesor v této počáteční fázi Báňské akademie získal Christopf Traugott Delius katedru důlního inženýrství a kameralistiky (účetnictví). Po vzniku této třetí katedry byla nabídka odborné přípravy podle tehdejšího členění nauky o hornictví úplná. Celé studium získalo závazný rámec v podobě studijního plánu a škola byla (pravděpodobně po vzoru Kurfürstlich-Sächsische Bergakademie zu Freiberg ve Freibergu, která byla takto pojmenována již od svého vzniku) přejmenována na Báňskou akademii (Bergakademie). Ve stejnou dobu jako Báňská akademie ve Freibergu v Sasku založena v letech 1765–1766 tak vznikla první akademická instituce odborné přípravy v oblasti montanistiky (nauky o hornictví a hutnictví). Název Bergakademie nesla oficiálně v letech 1770–1846. V roce 1846 byla přejmenována na Berg- und Forstakademie.

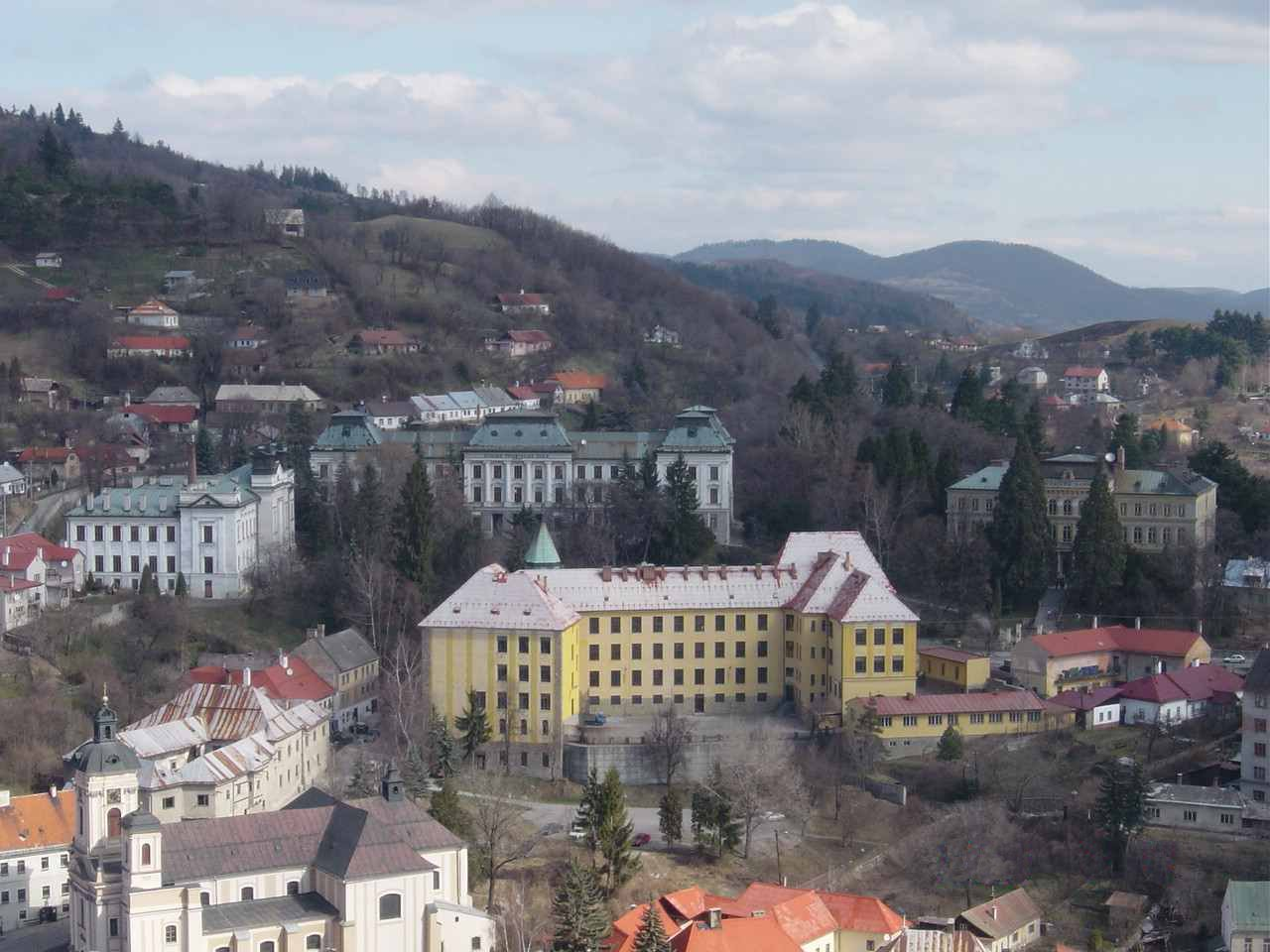
Budova akademie

Zejména v oblasti chemických věd mělo vzdělávání vysokou mezinárodní pověst. Pod vedením Jacquinových následovníků Giovanniho Antonia Scopoliho a Antona Leopolda von Rupprechta měl praktický výcvik v laboratoři i nadále zásadní význam. To si získalo uznání také u zahraničních návštěvníků.Počet studentů akademie v té době až do poloviny 19. století nepřetržitě rostl. Tento fakt se však na vzdělávání na Báňské akademii neprojevoval vždy jen kladně. Nedostatek lidských kapacit a občas i zanedbané vybavení mělo stále větší negativní dopad na kvalitu vzdělávání. Tento vývoj vedl k sérii krizí, na které se na začátku třicátých a v polovině čtyřicátých let 19. století ne zcela úspěšně hledala odpověď. Bylo podniknuto několik reformních pokusů, ale až v polovině 19. století nabyly systematickou formu.
Prudký nárůst jiných možností technického vzdělávání v první polovině 19. století, velká krize v revolučních letech 1848–1849, kdy se většina studentů přesunula na novou Montanistickou vysokou školu v Leobenu, dnešní Montanuniversität Leoben, a maďarizace vyučování po rakousko-uherském vyrovnání v roku 1867, vytlačili akademii do pozadí, což se spojilo i s ústupem hornictví v Banské Štiavnici. Kolem roku 1900 vzniklo několik neúspěšných iniciativ přemístit tuto vysokou školu z Banské Štiavnice do Budapešti.
Vznik Československa v zimě 1918–1919 nakonec vedl v následujícím roce k odchodu profesorů do Šoproně v Maďarsku, kde tato škola existuje až dodnes jako Západomaďarská univerzita. V letech 1950 - 1957 se Fakulta hornictví přesunula do Miskolce, kde vznikla Univerzita těžkého průmyslu, zatímco Fakulta lesnictví zůstala v Šoproni. Na Slovensku se k duchovnímu dědictví Báňské akademie hlásí Fakulta hornictví, ekologie a řízení TU Košice, což potvrdila Deklarace pokračovatelů duchovního dědictví slavné Báňské akademie v roce 2001. V areálu akademie v Banské Štiavnici byla po odsunutí Báňské akademie do Šoproně založena chemická, hornická a lesnická odborná škola, které tam částečně fungují až dodnes. Tento soubor budov byl v roce 1961 prohlášen za národní kulturní památkou Slovenska.
Báňská akademie v Banské Štiavnici má v Maďarsku dodnes silnou pověst. V roce 2014 byly tradice štiavnických studentů, zachovávány na univerzitách v Šoproni a Miskolci, zařazené na seznam maďarského duchovního kulturního dědictví.

## Významné osobnosti
- Nikolaus Jozeph von Jacquin
- Christopf Traugott Delius  první báňsky profesor na akademii v Banské Štiavnici. Sestavil učebnici z těch předmětů, které na akademii vyučoval. Takto vznikla v roce 1773 téměř tisícistránková učebnice Anleitung zur Bergbaukunst (Úvod do báňského umění), která je považovaná za průkopnické dílo a podává obraz tehdejšího stavu hornictví. Byla první knihou o hornictví, která byla vydána pro akademické účely.
- Christian Doppler - známý rakouský fyzik, po kterém je pojmenovaný Dopplerův efekt. Působil na akademii v letech 1847–1849.
- Samuel Mikovíni
- Mikuláš Poda z Neuhausu
- Anton Leopold von Rupprecht
- Viliam Scholtz - rodák ze Švedlára, zakladatel Maďarské hornicko-hutnícké společnosti. Zástupce ředitele Báňské a lesnické akademie v letech 1892. až 1896
- Alois Wehrle –  chemik v oboru metalurgie a vysokoškolský pedagog; Je po něm pojmenována hornina Wehrlite.